# لبنن هانوور
لبنن هانوور (به انگلیسی: Lebanon Hanover) گروهٔ دونفرهٔ موسیقی پست-پانک می‌باشد که در سال ۲۰۱۰ در ساندرلند، انگلیس به‌وجود آمد. اعضای این گروهٔ دونفرهٔ موسیقی خواننده و گیتارزن سوئیسی لاریسا آیس‌گلس و خواننده، بیس‌زن و نوازندهٔ سینث‌سایزر بریتانیایی ویلیام میبلین می‌باشند.